# Râul Valea Cheii, Râul Mare
Râul Valea Cheii este un curs de apă din județul Brașov, fiind unul din cele două brațe care formează Râul Mare. 

## Hărți
- Harta Județului Brașov
- Harta Munților Piatra Craiului  Arhivat în 27 mai 2008, la Wayback Machine.